# Archidiecezja Tokio
Archidiecezja Tokio – archidiecezja metropolitalna Kościoła rzymskokatolickiego w Japonii. Została ustanowiona w 1876 roku jako wikariat apostolski Japonii Północnej.  W 1891 została ona podniesiona do rangi archidiecezji. Swoje obecne granice uzyskała w 1937 roku.

## Ordynariusze

### Wikariusze apostolscy Japonii Północnej
- Pierre-Marie Osouf MEP (1876–1891)

### Arcybiskupi Tokio
- Pierre-Marie Osouf MEP (1891–1906)
- Pierre-Xavier Mugabure MEP (1906–1910)
- François Bonne MEP (1910–1912)
- Jean-Pierre Rey MEP (1912–1926)
- Jean-Baptiste-Alexis Chambon MEP (1927–1937)
- Peter Tatsuo Doi (1937–1970), kardynał
- Peter Seiichi Shirayanagi (1970–2000), kardynał
- Peter Takeo Okada (2000–2017)
- Tarcisio Isao Kikuchi (od 2017), kardynał